# 吳賢妃
榮思賢妃（1397年—1462年1月16日），吳氏，真名失考，明宣宗朱瞻基賢妃，明景帝朱祁鈺生母，镇江府丹徒县人。父吴彦名。

## 生平
吴氏墓志的记载，世为镇江府丹徒县人，父吴彦名，母神氏，弟弟吴行、吴忠、吴安、吴荣，妹妹吴妙香、吴妙音、吴妙清。吴氏于永乐十年（1412年）选召入掖庭，时年十六。当时明宣宗为皇太孙，侍宣宗于青宫，这与《明史·后妃传》记载略有差别。宣德三年（1428年），吳氏生朱祁鈺。生朱祁鈺同年册封為賢妃。《罪惟录》则指出吴氏本是明宣宗之叔朱高煦的妾侍，明宣宗杀叔后占有了吴氏，私生一子，即朱祁鈺，母子长期隐藏宫外，至宣宗死前才得到承认。
土木堡之變，明英宗被俘，景帝即位，尊母亲吳賢妃为皇太后。奪門之變中英宗復位，景帝崩後，追废景帝为郕王，並降稱景帝生母吳太后为宣廟賢妃。天順五年十二月十六日，宣廟賢妃吳氏逝世，諡號榮思賢妃。
南明弘光帝即位後，於崇禎十七年十月重新为吳氏尊諡孝翼溫惠淑慎慈仁匡天錫聖皇太后。

## 衍生形象

### 電視劇
| 年份 | 劇名            | 演員   | 剧中称谓                              |
| ---- | --------------- | ------ | ------------------------------------- |
| 2014 | 《女醫·明妃傳》 | 何音   | 賢妃→吳太妃→吳皇太后                  |
| 2022 | 《尚食》        | 王可如 | 吳妙賢（太孫才人→太子才人→昭儀→庶人） |

## 延伸阅读
[在维基数据编辑]
 《明史卷一百一十三》，出自《明史》